# Hejőkeresztúr
Hejőkeresztúr este un sat în districtul Tiszaújváros, județul Borsod-Abaúj-Zemplén, Ungaria, având o populație de 1.049 de locuitori (2011). 

## Demografie
Componența etnică a satului Hejőkeresztúr
     Maghiari (94,54%)
     Ruteni (2,78%)
     Romi (1,5%)
     Necunoscut (0,86%)
     Germani (0,32%)
     Alții (0,86%)
Componența confesională a satului Hejőkeresztúr
     Romano-catolici (32,13%)
     Reformați (16,3%)
     Greco-catolici (11,25%)
     Fără religie (8,87%)
     Necunoscută (30,7%)
     Atei (0,76%)
     Alte religii (0,38%)
Conform recensământului din 2011, satul Hejőkeresztúr avea 1.049 de locuitori. Din punct de vedere etnic, majoritatea locuitorilor (94,54%) erau maghiari, existând și minorități de ruteni (2,78%) și romi (1,5%). Apartenența etnică nu este cunoscută în cazul a 0,86% din locuitori. Nu există o religie majoritară, locuitorii fiind romano-catolici (32,13%), reformați (16,3%), greco-catolici (11,25%) și persoane fără religie (8,87%). Pentru 30,7% din locuitori nu este cunoscută apartenența confesională.